# Carl Gustav Hempel
Carl Gustav Hempel (ur. 8 stycznia 1905 w Oranienburgu, zm. 9 listopada 1997 w Princeton) – filozof urodzony w Niemczech, w roku 1937 wyemigrował do USA. Wykładał na Uniwersytecie w Princeton i Pittsburghu. We wczesnych latach trzydziestych blisko związany z kołami logicznego pozytywizmu, uczeń Reichenbacha. Autor przełomowych prac na temat wyjaśniania naukowego, potwierdzania oraz struktury teorii, znany także jako autor paradoksu czarnego kruka.

## Publikacje
- Główne prace:
  - 1936 Über den Gehalt von Wahrscheinlichkeitsaussagen
  - 1936 Der Typusbegriff im Licht der neuen Logik mit Paul Oppenheim
  - 1942 The Function of General Laws in History
  - 1943 Studies in the Logic of Confirmation
  - 1952 Fundamentals of Concept Formation in Empirical Science
  - 1959 The Logic of Functional Analysis
  - 1965 Aspects of Scientific Explanation
  - 1966 Philosophy of Natural Science
  - 1967 Scientific Explanation
- Eseje:
  - 1965 Aspects of Scientific Explanation and Other Essays, ISBN 0-02-914340-3.
  - 2000 Selected Philosophical Essays, ISBN 0-521-62475-4.
  - 2001 The Philosophy of Carl G. Hempel: Studies in Science, Explanation, and Rationality, ISBN 0-19-512136-8.
- Artykuły:
  - 1945 On the Nature of Mathematical Truth, American Mathematical Monthly
  - 1945 Geometry and Empirical Science, American Mathematical Monthly
  - 1949 Artykuły w Readings in Philosophical Analysis (strony 222–249)